# The St. Regis Toronto

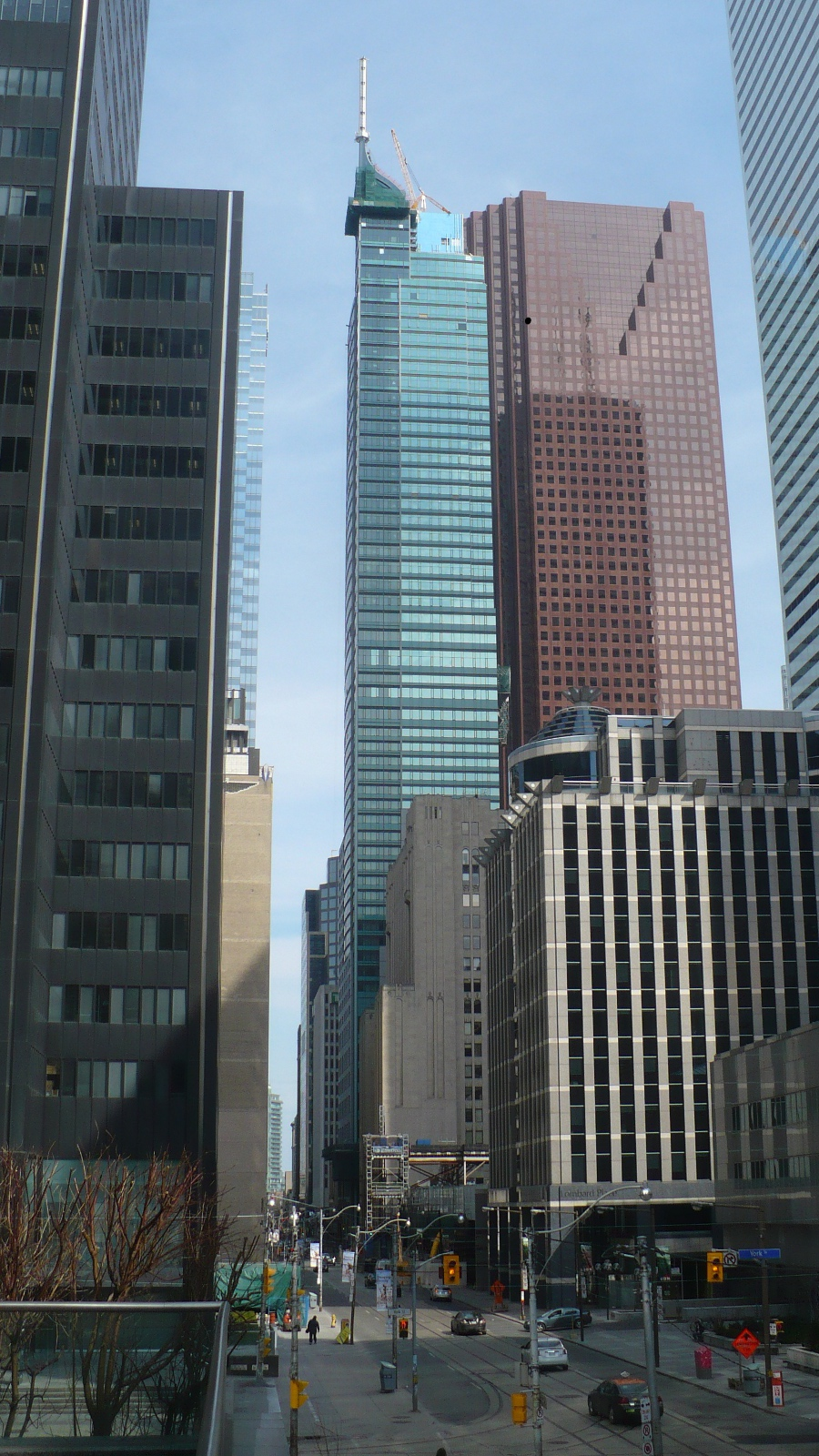
Vista del edificio.

El The St. Regis Toronto (anteriormente conocido como Trump International Hotel and Tower) es un rascacielos de uso mixto situado en la ciudad canadiense de Toronto (Ontario). La torre se localiza en el corazón del distrito financiero, en el 311 Bay Street, en la esquina sureste que forman las calles Bay y Adelaide.

## Especificaciones técnicas
The St. Regis Toronto tiene 70 pisos y 325 metros de altura. El exterior está revestido de acero, cristal y piedra. El edificio incluye 260 habitaciones de hotel de lujo y 109 residencias. Los 2 pisos superiores albergan un balneario de 1700 m². Fue construido por la Zeidler Roberts Partnership. Es uno de los edificios de viviendas más altos de Canadá.
Existen planes de conectar el edificio a la red PATH subterránea de Toronto.